# Joe Sugg
Joseph Graham "Joe" Sugg (sinh ngày 8 Tháng Chín năm 1991), là Youtuber người Anh, nhà làm phim và nhà văn. Anh được biết đến với kênh Youtube ThatcherJoe, ThatcherJoeVlogs và ThatcherJoeGames.

## Đời tư
Sugg là em trai của Zoe Sugg, cũng là blogger và hiện tượng mạng và được biết đến trên Youtube là Zoella. Anh đã từng là thợ lợp ngói ngoài công việc trên Youtube của anh. Trong năm 2015, Sugg ở cùng 1 căn hộ ở London với Youtuber đồng hương Caspar Lee.

## Âm nhạc
Sugg là thành viên của "Youtube Boyband" nhằm quyên góp tiền cho Comic Relief và được giới thiệu trong The Guardian.
Sugg còn được giới thiệu trong single 2014 "Do They Know It's Chrismast?" là thành viên của Band Aid 30, siêu ban nhạc từ thiện, quyên góp tiền cho dịch bệnh Ebola ở Tây Phi.

## Phim
Sugg là khách mời lồng tiếng riêng tư trong vai con hải âu cùng với bạn cùng phòng Caspar Lee, Alan Carr và ca sĩ Stacey Solomon trong phiên bản UK vào năm 2015 cho bộ phim The SpongeBob Movie: Sponge Out of Water. Cùng năm anh xuất hiện trong bộ phim Joe and Caspar Hit the Road.

## Tiểu thuyết đồ hoạ
Sugg là tác giả của cuốn tiểu thuyết đồ hoạ Username: Evie, ra mắt năm 2015 bởi Hodder & Stoughton. Phần viết bởi Matt Whyman, họa sĩ Amrit Birdi, màu sắc bởi Joaquin Pereya, và người viết thư là Mindy Lopkin. Cuốn sách nói về cô nữ sinh trung học bị ăn hiếp Evie luôn mơ đến nơi cô có thể là chính mình. Người cha bị bệnh nan y của cô tạo ra Thế giới ảo cho cô nhưng qua đời khi vẫn chưa hoàn tất. Sau khi ông để lại cho cô phần mềm có thể truy cập vào, Evie được di chuyển vào Thế giới nơi mọi thứ có sự ảnh hưởng bởi tính cách của cô.

## Giải thưởng và đề cử
| Năm  | Được đề cử                 | Giải thưởng                     | Kết quả |
| ---- | -------------------------- | ------------------------------- | ------- |
| 2015 | Radio 1 Teen Choices Award | Vlogger người Anh xuất sắc nhất | Thắng   |